# Ici et maintenant (album)
Pour les articles homonymes, voir Ici et maintenant (homonymie).
Albums de Vitaa
Celle que je vois
(2009) La Même
(2015)
Singles
1. Game Over
Sortie : 4 octobre 2013

Ici et maintenant est le troisième album studio de la chanteuse française Vitaa, sorti le 18 novembre 2013. 
Il s'est écoulé à 50 000 exemplaires.

## Liste des titres
Toutes les chansons sont écrites et composées par Vitaa.
| No  | Titre                        | Auteur             | Producteur(s)                  | Durée |
| --- | ---------------------------- | ------------------ | ------------------------------ | ----- |
| 1.  | Ici et maintenant            | Vitaa              | Blastar                        | 2:51  |
| 2.  | Game Over (feat Maitre Gims) | Vitaa, Maitre Gims | Maitre Gims & Renaud Rebillaud | 3:34  |
| 3.  | Déterminée                   | Vitaa              | Blastar                        | 4:20  |
| 4.  | Comment faire                | Vitaa              | Goodwill & MGI                 | 3:53  |
| 5.  | J'aimerais te dire           | Vitaa, Maitre Gims | Maitre Gims & Renaud Rebillaud | 3:43  |
| 6.  | Le temps qu'il nous reste    | Vitaa              | Asaiah Wala, K-Reen            | 3:30  |
| 7.  | Avant toi (feat Amel Bent)   | Vitaa              | Asaiah Wala                    | 3:39  |
| 8.  | Juste un peu de temps        | Vitaa, K-Reen      | Fred Savio, K-Reen             | 3:24  |
| 9.  | Je rêve                      | Vitaa, K-Reen      | Asaiah Wala, K-Reen            | 3:54  |
| 10. | Si j'étais elle              | Vitaa              | Goodwill & MGI                 | 3:33  |
| 11. | Surmonter ça                 | Vitaa              | Medeline                       | 3:50  |
| 12. | Je veux vivre                | Vitaa              | Maitre Gims & Renaud Rebillaud | 3:34  |
| 13. | Un son pour des millions     | Vitaa              | Asaiah Wala, K-Reen            | 3:45  |
| 14. | L-I-H-A-M                    | Vitaa              | Asaiah Wala                    | 4:29  |
| 15. | J'ai trouvé le bonheur       | Vitaa              | Asaiah Wala                    | 4:51  |
| 16. | Avant de partir              | Vitaa              | Street Fab                     | 4:16  |

## Clip vidéo
- Game Over (avec Maitre Gims) : 4 octobre 2013